# ویلم بیتر
ویلم هندریک بیتر (Willem Hendrik Buiter) ‏CBE (زاده ۲۶ سپتامبر ۱۹۴۹)، یک اقتصاددان از تبار آمریکایی-بریتانیایی است. وی عمدتاً به عنوان یک دانشگاهی خدمت کرد و در دانشگاه‌های مختلف به امر تدریس مشغول بود. اخیراً او به عنوان اقتصاددان ارشد در سیتی گروپ فعالیت می‌کرد.

## سال‌های اولیه زندگی و تحصیلات
بیتر در ۲۶ سپتامبر ۱۹۴۹ در لاهه هلند متولد شد. وی تبعه ایالات متحده و بریتانیا محسوب می‌شود. پدر ویلم که نامش هارم بیتر است، یک اقتصاددان هلندی، یک مقام اتحادیه بین‌المللی کارگری و سیاست‌مدار حزب کارگر (PvdA) بوده که در سمت شهردار گرونینگن خدمت کرده‌است.
بیتر از سال ۱۹۶۲ الی ۱۹۶۷ در مدرسه اروپایی در بروکسلِ بلژیک شرکت کرد و در آنجا مدرک لیسانس اروپایی خود را گرفت. بیتر پس از تحصیل در رشته علوم سیاسی و اجتماعی به مدت یک سال در دانشگاه آمستردام از سال ۱۹۶۷ الی ۱۹۶۸، برای تحصیل در رشته اقتصاد به کالج امانوئل در کمبریج رفت و با رتبه ممتاز، مدرک کارشناسی خود را در سال ۱۹۷۱ دریافت کرد. در سال ۱۹۷۲ او مدرک کارشناسی ارشد خود را در اقتصاد و مدرک دانشوری/ام‌فیل خود را در همین رشته در سال ۱۹۷۳ دریافت نمود. رشته‌های اصلی او اقتصاد بین‌الملل و توسعه اقتصادی است.
در سال ۱۹۷۵ بیتر در رشته اقتصاد، دکترای خود را از دانشگاه ییل در نیوهیون، کانکتیکات در ایالات متحده دریافت کرد. در سال ۱۹۷۹ پایان‌نامه او با عنوان «تعادل موقت و تعادل بلندمدت» متعاقباً منتشر شد.

## حرفه
از سال ۱۹۷۵ الی ۱۹۷۶ و از ۱۹۷۷ الی ۱۹۷۹، بیتر در سمت استادیار اقتصاد و امور بین‌الملل در مدرسه وودرو ویلسون و دانشگاه پرینستون واقع در پرینستونِ نیوجرسی خدمت کرد. از ۱۹۷۶ الی ۱۹۷۷، وی به عنوان استاد اقتصاد در دانشکده اقتصاد و علوم سیاسی لندن مشغول به کار بود. همچنین از سال ۱۹۸۰ الی ۱۹۸۲، بیتر استاد اقتصاد در دانشگاه بریستول بود.
بیتر از سال ۱۹۷۷ الی ۲۰۱۱، در برنامه بازارهای مالی و اقتصادِ پولیِ دفتر ملی تحقیقات اقتصادی، به عنوان همکار پژوهشی خدمت می‌کرد.
بیتر در ۱ آوریل ۱۹۸۲، به عنوان پروفسورکاسل اقتصاد در دانشکده اقتصاد لندن با تمرکز ویژه بر حوزه پول و بانک‌داری منصوب شد. در سال ۱۹۸۵ وی دانشکده اقتصاد لندن را ترک کرد و از ۱۹۸۵ الی ۱۹۹۴ به تدریس اقتصاد در دانشگاه ییل در نیوهیونِ کانکتیکات پرداخت. بیتر در سال ۱۹۸۹ به عنوان رابط آکادمی سلطنتی هنر و علوم هلند منصوب شد.
بیتر در سال ۱۹۹۴ و در زمانی که به عنوان عضو کالج ترینیتیِ کمبریج و استاد اقتصاد بزرگ بین‌المللی در دانشگاه کمبریج منصوب شد، ایالات متحده را ترک کرد. وی این دو سمت را تا می ۲۰۰۰ حفظ نمود. از ژوئن ۱۹۹۷ الی می ۲۰۰۰، بیتر یکی از اعضای خارجی کمیته سیاست پولی بانک انگلستان بود. وی در ژوئن ۲۰۰۰ در «بانک اروپایی بازسازی و توسعه» به عنوان اقتصاددان کلان و مشاور ویژه رئیس‌جمهور منصوب شد و تا اوت ۲۰۰۵ در این سمت ماند. بیتر از سپتامبر ۲۰۰۵ الی می ۲۰۰۹، استاد اقتصاد سیاسی اروپا در مؤسسه اروپایی دانشکده اقتصاد و علوم سیاسی لندن بود. وی از سال ۲۰۰۵ الی ۲۰۱۰، مشاور بین‌المللی گلدمن ساکس بین‌المللی بود.
بیتر همچنین با فایننشال تایمز همکاری می‌کند و تا دسامبر ۲۰۰۹ وبلاگی با عنوان «ماوِرِکُن» را نوشته می‌کرد. وی در آوریل ۲۰۰۸ با همکاری همسرش «آن سیبرت»، مقاله‌ای دربارهٔ وضعیت بانک‌های ایسلندی برای «لندزبنکی» نوشت و در اواسط ژوئیه ۲۰۰۸، یک نسخه به‌روز شده از آن را به دولت ایسلند ارائه کرد. طرفین ایسلندی، این مقاله را بیش از حد منتقدِ بازار دانستند و لذا موافقت شد که محرمانه باقی بماند.
بیتر از ژوئن ۲۰۰۹ الی اوت ۲۰۱۱ در سمت استاد اقتصاد سیاسی در مرکز عمل‌کرد اقتصادی دانشکده اقتصاد لندن خدمت کرد. بیتر در ژانویه ۲۰۱۰ به عنوان اقتصاددان کلان به سیتی گروه پیوست و به جای لوئیس الکساندر که هشت ماه قبل‌تر، این سمت را برای همکاری با خزانه‌داری ایالات متحده ترک کرده بود، فعالیت کرد. در آوریل ۲۰۰۹ در یک پوست وبلاگ، بیتر از سیتی گروه به عنوان «مجموعه‌ای با بدترین اقدامات در همه زمینه‌های مالی» یاد کرده بود.
بیتر به عنوان عضو انجمن اقتصادی اروپا انتخاب شد و در حال حاضر به عنوان استادیار در دانشکده روابط بین‌الملل و عمومی دانشگاه کلمبیا فعالیت می‌کند.

## سایر فعالیت‌ها
هیئت ریسک سیستمیک اروپا (ESRB)، عضو کمیته علمی مشورتی.

## زندگی شخصی
بیتر در سال ۱۹۷۳ با ژان آرچر ازدواج کرد. این ازدواج در سال ۱۹۹۷ به طلاق انجامید. حاصل این ازدواج دو فرزند به نام‌های دیوید مایکل آلخاندرو، متولد ۲۲ فوریه ۱۹۹۱ در کالائوِ پرو و الیزابت لورکا، متولد ۶ اوت ۱۹۹۳ در کوچابامبای بولیوی است.
در ۵ ژوئن ۱۹۹۸، بیتر با آن سیبرت، استاد اقتصاد در بیرکبک در دانشگاه لندن که همچنین از سال ۲۰۰۹ الی ۲۰۱۲ عضو خارجی کمیته سیاست پولی بانک مرکزی ایسلند بود، ازدواج کرد. از سیبرت، به دلیل انتقادش از سیستم بانکی و امور مالی اروپا در مرکز تحقیقات سیاست اقتصادی، به عنوان «مفسری است که نمی‌توان به راحتی او را نادیده گرفت» یاد می‌شود.